# Missão Paz
A Missão Paz é uma instituição filantrópica vinculada aos Missionários de São Carlos, conhecidos também como Scalabrinianos, que atua no acolhimento e apoio a migrantes e refugiados desde os anos 1930 na região do Glicério, em São Paulo, no Brasil. A instituição oferece serviços variados para atendimento dessa população, além de contar com um abrigo, a Casa do Migrante, e um dos Centros de Estudos Migratórios da Scalabrini International Migration Network (SIMN). O complexo da Missão Paz inclui também a Igreja Nossa Senhora da Paz, tombada pelo CONDEPHAAT em 2012, e que acolhe três paróquias: a do bairro do Glicério, a dos italianos e a dos hispano-americanos.

## Casa do Migrante
A Casa do Migrante tem o seu embrião em 1978 com a transferência do departamento da Associação Voluntária pela Integração dos Migrantes (AVIM) para a Igreja Nossa Senhora da Paz, onde alimentação e moradia eram oferecidas principalmente para migrantes internos. Naquele ano, 5% apenas dos abrigados eram imigrantes, principalmente chilenos, que migraram no contexto da ditadura militar no Chile. A partir da década seguinte, a casa passa a acolher mais imigrantes e refugiados de diversas nacionalidades, embora o local tivesse um aspecto de albergue. Em 1996, os missionários scalabrinianos assumem o gerenciamento da AVIM em conjunto com as Missionárias Seculares Scalabrinianas. Nesse processo de resgate de sua identidade original, surge a Casa do Migrante no formato com o qual é gerida até hoje.
A Casa do Migrante é hoje o abrigo da Missão Paz. A estrutura tem capacidade para acolher até 110 pessoas, com divisão dos dormitórios em uma ala masculina (85 vagas) e outra feminina (25 vagas). A casa também tem espaços de convivência, como salas de televisão e brinquedoteca para as crianças. São oferecidos para os moradores alimentação, itens de higiene pessoal e de vestuário, além de acompanhamento médico e psicológico. Há aulas de português e outras atividades de integração cultural, incluindo cursos, encaminhamento profissional e celebrações.
Há outras casas de migrantes com estrutura de acolhimento semelhante, vinculadas também à Scalabrini International Migration Network, na Argentina, Bolívia, Chile, Colômbia, República Dominicana, Equador, El Salvador, Guatemala, Itália, México, Peru, Filipinas, África do Sul, Taiwan, Uruguai e Vietnã.
Em março de 2020, a Casa do Migrante da Missão Paz decidiu não fazer uso de sua capacidade máxima e passou a restringir novos acolhimentos, como medida de proteção no contexto da pandemia de COVID-19. Naquele momento, havia 80 pessoas de 16 nacionalidades na casa. Além de atualizar medidas sanitárias, também migrou os serviços oferecidos aos moradores para modalidade online, como aulas de língua portuguesa, atendimento psicológico e assistência social e jurídica via WhatsApp. 

## Centro de Estudos Migratórios
O Centro de Estudos Migratórios (CEM) tem suas raízes em 1966, quando seminaristas do Seminário João XXIII, na Vila Dom Pedro I, começaram atuar na então favela da Vergueiro, em São Paulo, e a organizar expedições de pesquisa pelo Nordeste brasileiro, norte do estado do Paraná e Paraguai, a fim de oferecer apoio sócio pastoral e compreender o fenômeno das migrações internas no Brasil. O CEM foi fundado em 1969 e ocupou as dependências do Seminário João XXIII, até ser transferido para o espaço anexo da Paróquia Nossa Senhora da Paz, na baixada do Glicério. 
O CEM da Missão Paz é um dos sete centros de estudos migratórios vinculados à Scalabrini International Migration Network (SIMN): os outros estão localizados nas cidades de Basileia, Buenos Aires, Manila, Nova Iorque, Paris e Roma. O espaço conta com uma biblioteca especializada em migrações e com um arquivo histórico da Missão Paz. O arquivo inclui um acervo de iconografia de latino-americanos no Brasil, com destaque para a comunidade boliviana, organizado pelo padre e professor Sidney Antonio da Silva.
O centro promove eventos regularmente, chamados de Diálogos no CEM, nos quais pesquisadores, ativistas e outros interessados debatem temas de política, cultura, economia e educação pertinentes ao universo das migrações. Desde 2020, os Diálogos do CEM contam com o apoio do Grupo de Estudo e Pesquisa em História Oral e Memória da Escola de Artes, Ciências e Humanidades (EACH-USP). Em decorrência da pandemia de COVID-19 em São Paulo, os eventos passaram a ser transmitidos no mesmo ano pela Web Rádio Migrantes e pela página do Facebook da Missão Paz. 
O Centro de Estudos Migratórios também está envolvido com o curso de especialização Teologia e Mobilidade Humana: Cidadania, Direito e Pastoral, promovido pelo Instituto São Paulo de Estudos Superiores (ITESP). Participa desde 2014 da organização anual do Simpósio Internacional sobre Religião e Migração, junto à Pontifícia Universidade Católica de São Paulo (PUC-SP) e ao Scalabrini International Migration Institute - Roma (SIMI).
A Revista Travessia também é editada pelo Centro de Estudos Migratórios da Missão Paz. Em 2017, a publicação de caráter acadêmico interdisciplinar completou 30 anos. 

## Centro Pastoral e de Mediação dos Migrantes
O Centro Pastoral e de Mediação dos Migrantes (CPMM) surge em 1977, inicialmente apenas como Centro Pastoral dos Migrantes, após pedido do então Arcebispo de São Paulo Dom Paulo Evaristo Arns à Congregação dos Missionários Scalabrinianos. A proposta era que fosse criado um centro de atendimento para as populações latino-americanas que imigravam para o Brasil exilados de suas respectivas ditaduras militares. O padre Mário Miotto inaugura então uma iniciativa pastoral e social em favor dos migrantes latinos, oferecendo serviços de acolhida, assistência religiosa e sociojurídica em um escritório na Casa do Migrante. Os missionários e leigos em conjunto com as comunidades de imigrantes que se estabeleciam pelo bairro do Glicério e do Brás, na região central de São Paulo, buscavam criar espaços de sociabilidade e de celebração da diversidade cultural por festas populares. Ao longo das décadas de 1980 e 1990, o Centro Pastoral dos Migrantes expandiu sua gama de serviços aos migrantes que agora chegavam de diversas partes do mundo.
Atualmente, o CPMM é organizado nos seguintes setores:
- Eixo Saúde: realiza o acompanhamento da saúde física e mental dos migrantes e refugiados. Oferece orientações sobre acesso ao Sistema único de Saúde (SUS), além de serviço psicossocial.
- Eixo Trabalho: atua na inserção laboral de migrantes a partir da mediação com empregadores. As contratações via CPMM são realizadas nos termos da Consolidação das Leis Trabalhistas (CLT).
- Jurídico: oferece apoio jurídico gratuito nos campos do direito migratório, trabalhista, de família, previdenciário e naturalização. Também realiza mediações de conflitos.
- Documentação: apoia os migrantes e refugiados no processo de tramitação e regularização de documentos, como Carteira de Trabalho e Registro Nacional Migratório.
- Capacitação e Cidadania: oferece aulas de língua portuguesa e cursos profissionalizantes para as comunidades migrantes.
- Serviço Social: atende demandas espontâneas de imigrantes e de moradores da região do Glicério.
- Comunidade e Família: realiza acompanhamento de núcleos familiares e apoia a organização de associações de imigrantes.

## Igreja Nossa Senhora da Paz

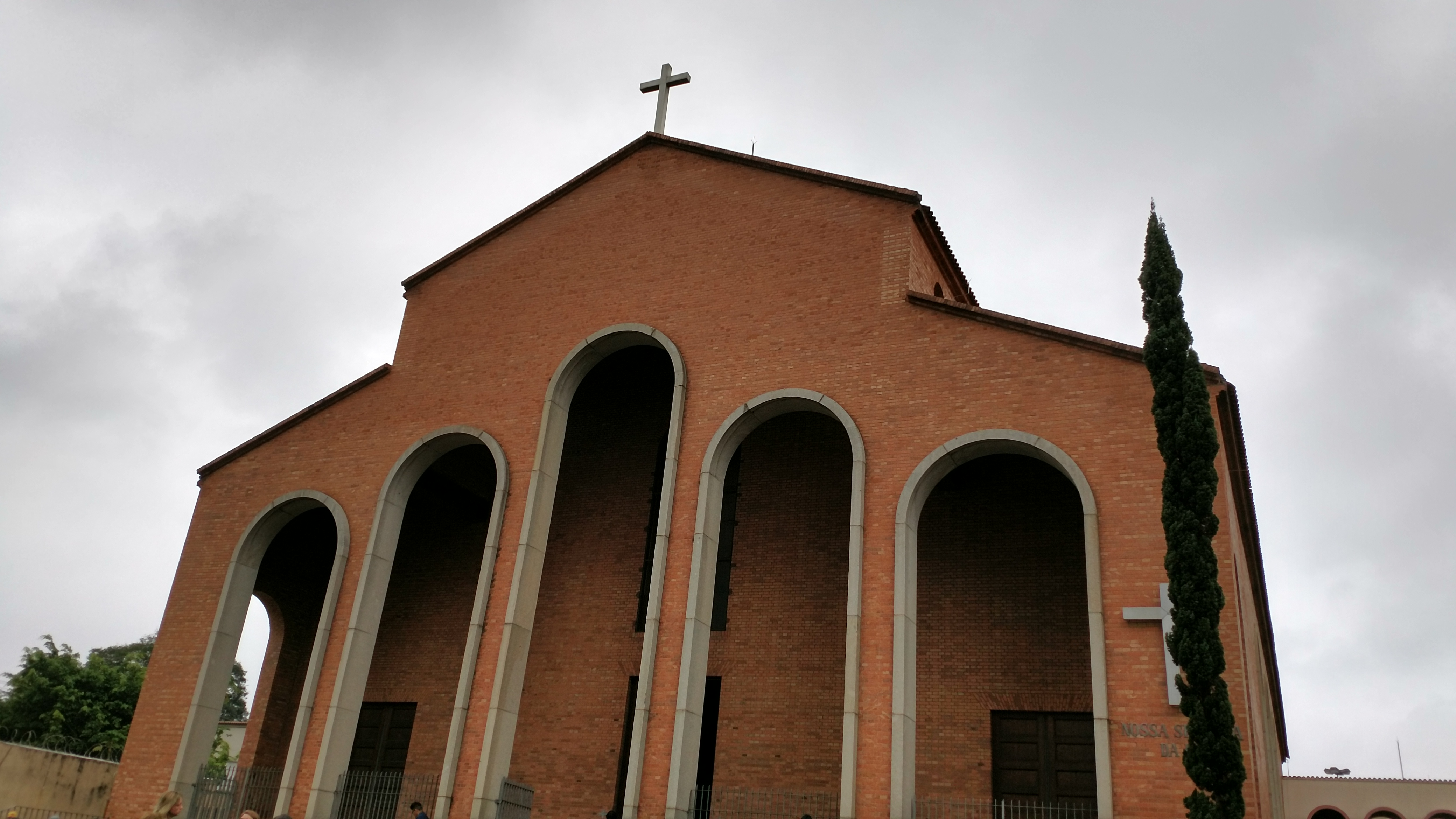
A Paróquia Nossa Senhora da Paz realiza missas e cerimônias em diversos idiomas para atender comunidades de imigrantes em São Paulo

A Missão Paz acolhe também três paróquias: a do bairro do Glicério, a dos italianos e a dos hispano-americanos. O espaço da igreja é utilizado frequentemente também pela comunidade filipina e pela comunidade haitiana. Há missas em espanhol, inglês, italiano e português, a fim de atender as diversas comunidades de imigrantes em São Paulo.